# 板桥水库
板桥水库是一座位於河南省驻马店市驿城区板桥镇、淮河支流汝河上游，以防洪为主，兼顾灌溉、供水、发电、水产等综合利用的丘陵区水库，控制流域面积768平方公里。
1975年8月8日，板桥水库因特大暴雨导致溃坝，史称河南“75·8”水库溃坝，造成约30个县市、1750万亩农田被淹，1000余万人受灾、约24万人死亡，倒塌房屋500余万间（一说680万间），冲走耕畜30.23万头，猪72万头，京广线被冲毁102公里。2005年该事件被美国《探索频道》评为世界历史上最重大的人为技术灾难第一名。

## 歷史
1951年开始了大规模治理淮河洪水。在河南境内的淮河上游，在苏联专家援助设计与施工了五座大型水库，以及大批中小型水库。板桥水库于1951年4月开工建设、1952年6月竣工。顶部高程113.34米，高21.5米，长1700米。控制流域面积768平方公里，总库容2.44亿立方米。1956年2月至12月，按百年一遇洪水设计，千年一遇洪水校核进行扩建，大坝加3米，坝顶海拔116.34米，坝顶建混凝土防浪墙高1.3米；溢洪道泄量每秒450立方米；新增开非常溢洪道，最大泄量每秒1160立方米。此后，板桥水库一直享有“铁壳坝”的盛誉，被认为可以抵御百年一遇的洪水，在千年一遇的洪水中也可以安然无恙。

## 政策與設計問題

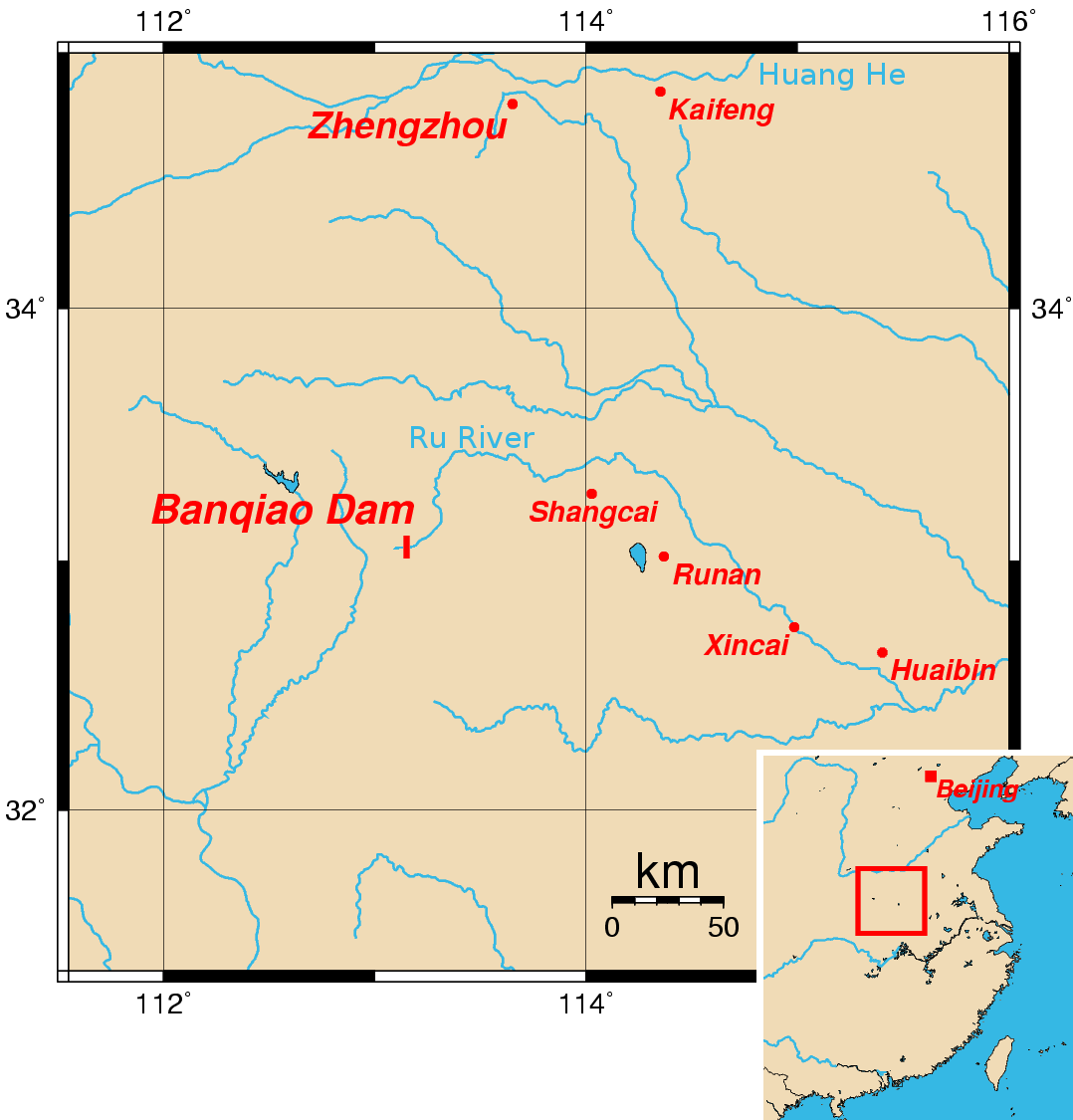
板橋水庫的大概位置

1958年，国务院副总理谭震林归纳了河南总结漭河流域地区兴建山区水利的经验：“以蓄为主，以小型为主，以社队自办为主”，要把漭河经验向平原推广。当时的河南省水利厅总工程师陈惺当即反对：在平原地区以蓄为主，重蓄轻排，将会对水域环境造成严重破坏——地表积水过多，会造成涝灾，地下积水过多，易成渍灾，地下水位被人为地维持过高，则利于盐分聚积，易成碱灾。涝、渍、碱三灾。但是陈惺的意見无人理会。陈惺後來被打成“右倾机会主义分子”。
水库施工时正值大跃进，河南省水利厅原某领导认为原设计过于保守，作了几处关键的改动，例如将原设计的12孔排水闸门減少7孔，仅剩5孔。

## 潰堤與重建

“75·8”溃坝事件洪水淹没范围

1975年8月8日凌晨1时因“758”特大暴雨致大坝溃决，史称河南“75·8”水库溃坝。8日1时最高库水位达117.94米，超坝顶1.6米，大坝在原河道处漫坝溃决。口门上口宽360米，漫坝流量约每秒8万立方米，三天后水库仅存水10万立方米。大坝故障估计有24万人死亡，1100万人失去家园。
水库溃坝后，河床赤裸了11年，驻马店地区遭受过几次重大的洪水灾害。經過反复論證後，1986年，新板桥水库被列入国家“七.五”重点工程项目，淮河水利委员会为建设单位；在全國首次使用招投标方式，選出葛洲坝工程局為施工单位；1986年年底开工复建，1993年6月5日通过国家验收。工程按百年一遇洪水设计，可能最大洪水校核，总库容6.75亿立方米。防洪库容4.57亿立方米。原主坝河床段溃坝缺口处改为砼溢流坝，长150米。上设泄洪闸8孔，中部设泄洪深孔闸。两岸台地段主坝仍利用原土坝整修加高，坝顶海拔120.00米，防浪墙高1.3米。水库共有副坝4座，为均质土坝，总长1421米。下游河道设计安全泄量每秒2800立方米，现状安全泄量每秒2800立方米。水库库区全赔高程：112.5米，  移民高程：115.3米。